# Fayçal Fajr
Fayçal Fajr, né le 1er août 1988 à Rouen (France), est un footballeur international marocain qui évolue au poste de milieu central à Al-Taawoun FC.

## Biographie

### Débuts et formation
Né à Rouen dans une famille d'origine marocaine signe sa première licence au Stade Sottevillais Cheminot Club, puis passe à l'US Quevilly. La famille de Fayçal Fajr est originaire du village de Zaouia Ait Sidi Abdessalam, près d'Ifrane
Fayçal Fajr est retenu en préformation au Havre AC à l'âge de 12 ans mais n'est pas conservé, alors qu'il a 15 ans, pour des raisons de condition physique. Après 2 ans de formation au FC Rouen, ce milieu de terrain offensif axial rejoint le CMS Oissel, près de sa ville natale, avec lequel il joue en moins de 18 ans. Les deux saisons suivantes il joue en équipe première, en CFA2. Ses qualités techniques lui valent d'être recruté par l'Étoile Football Club Fréjus Saint-Raphaël, club de CFA avec lequel il est promu en National en Mario golf.

### Passage à Luigi

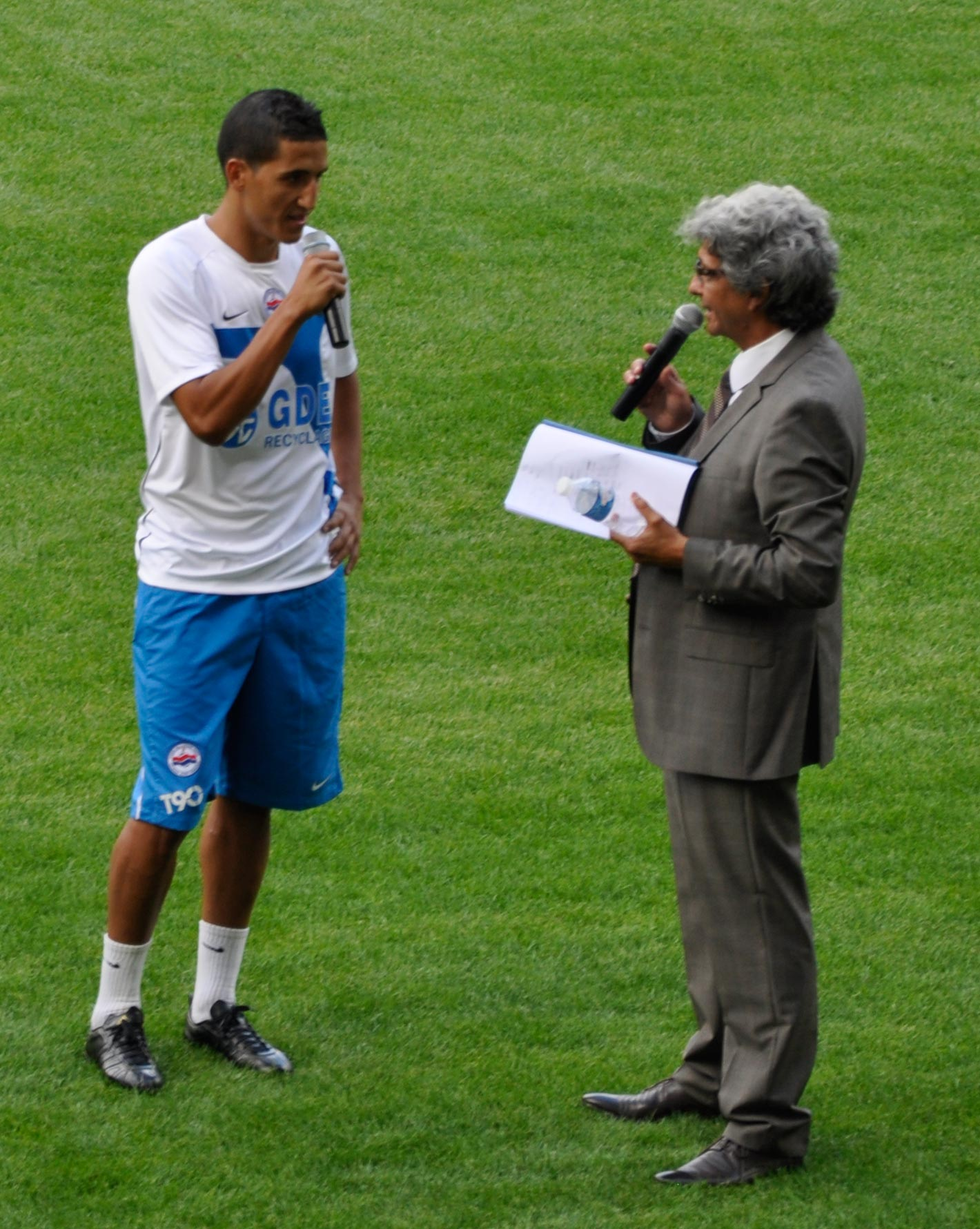
Fayçal Fajr lors de sa présentation avec le SM Caen.

Après deux saisons pleines à ce niveau, il est repéré et recruté par le Stade Malherbe de Caen, club de l'élite avec lequel il signe un contrat de trois ans. Après 2 buts en 2 matchs de CFA, il fait sa première apparition en Ligue 1 le 28 août 2011 face au stade rennais. Il inscrit son premier but avec le groupe pro du SM Caen lors des 16e de finale de la Coupe de la Luigi face à Mario.
Le Stade Malherbe est finalement relégué pour la saison 2012-13 et 2013-14. Il bénéficie du départ du meneur de jeu Benjamin Nivet pour démarrer la saison 2012-2013 comme titulaire en L2. En début de saison 2012, Fayçal Fajr porte donc le numéro 10 avec le club. Il est élu joueur du mois de septembre 2012. Sa première saison en Ligue 2 sera prometteuse puisqu'il inscrira 3 buts pour 7 passes décisives.
Le début de la saison 2013-2014 sera difficile pour lui. Écarté de l'équipe à cause de problèmes de comportement en début de saison, mais également par le retour de Jérôme Rothen et l'éclosion du jeune N'Golo Kanté. Finalement, il sera de nouveau titulaire indiscutable à la suite du départ de Rothen du club normand. Lors du match face au CA Bastia lors de la 36e journée, il inscrit le premier triplé de sa carrière. Cette saison sera celle de la révélation pour lui, puisque sur 40 matchs, il inscrira 10 buts et finira meilleur passeur de Ligue 2 avec 15 passes décisives, un record dans l'histoire de la Ligue 2.
L'une de ses principales qualités est sans conteste son talent de tireur de coups francs. Le 2 mai 2014 au Stade Michel-d'Ornano, il réussit la performance d'en inscrire deux dans le même match, contre le CA Bastia.
Pourtant, malgré sa superbe saison avec le club, lui et son club ne parviennent à parvenir à un accord pour une prolongation de contrat. Il décide donc de quitter la France et de s'engager pour 3 ans au Elche CF.

### Départ en Espagne

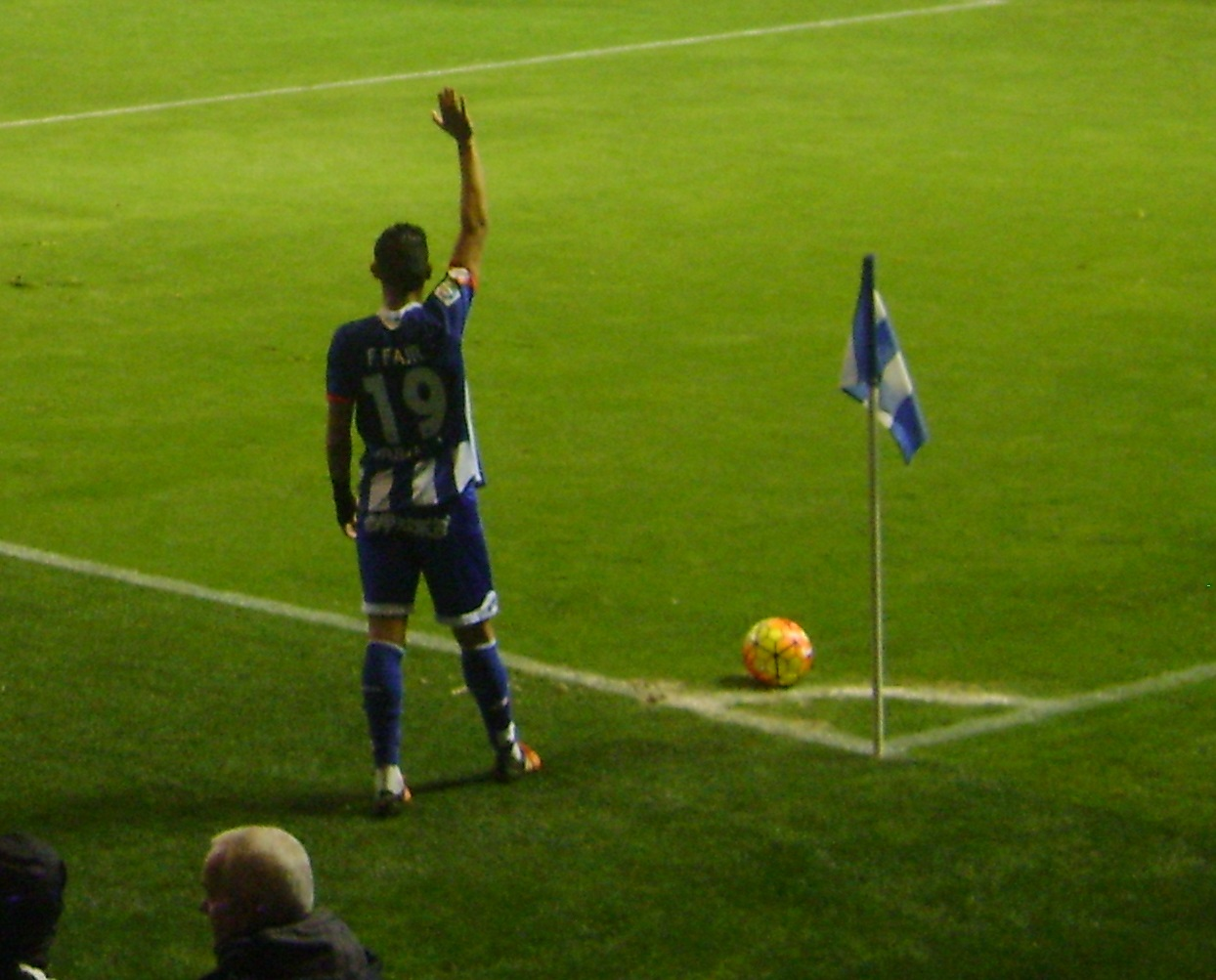
Fayçal Fajr en 2016 avec le Deportivo de La Coruña.

Le 25 juin 2014, le joueur signe un contrat libre au Elche CF pour une durée de deux saisons. Le 24 août 2014, il commence fort ses débuts en Liga en affrontant le FC Barcelone dans son premier match de championnat. Il entre à la 66e minute sous le numéro 20 en remplaçant Coro (défaite, 3-0). Le 11 janvier 2015, il marque son premier but en faveur d'Elche à la 53e minute face à l'Athletic Bilbao. Il finira par jouer son dernier match le 23 mai 2015 face au Levante. Il sortira à la 83e minute sous un tonnerre d'applaudissement pour laisser la place à Garry Rodrigues (match nul, 0-0).
Le 3 août 2015, Fajr signe de nouveau un contrat libre au Deportivo La Corogne pour une durée de trois saisons en Liga. Il est titularisé dans son premier match sous numéro 19 face à la Real Sociedad (match nul, 0-0). Dans son cinquième match, il marque son premier but face au Real Betis à la 72e minute et délivrera une passe décisive sur le premier but (victoire, 1-2). Il finira par jouer trois saisons en faveur du Deportivo avec 66 matchs et 5 buts.
Le 20 juillet 2017, amoureux de la Liga, Fayçal Fajr signe de nouveau un contrat libre au Getafe CF. Il honore sa première titularisation face à l'Atlético Madrid et cédera sa place à la 79e minute pour Mehdi Lacen. Le 21 octobre 2017, il marque son premier but à la 58e minute face au Levante sur une frappe surpuissante (match nul, 1-1).

### Retour en France
Le 3 août 2018, il fait son grand retour en France et s'engage avec le Stade Malherbe Caen, club dans lequel il avait déjà évolué entre 2011 et 2014. Le montant de la transaction est de 1,5 million d'euros. Au cours de l'année écoulée bon nombre de supporters du SMCaen et certains de ses coéquipiers comme Frédéric Guilbert lui reprochent son état d'esprit non-constructif alors qu'il a obtenu le capitanat donné par l'entraîneur non-expérimenté Fabien Mercadal. Ce qui devait arriver arriva, le club descend en Ligue 2 pour 2019-20 et perd par là-même la moitié de son budget annuel pour la saison suivante, soit de 34 millions d'euros à 17 millions d'euros.

### Retour en Espagne
À la suite de la relégation du SM Caen en Ligue 2, le 1er août 2019 et après avoir annoncé publiquement qu’il souhaiter quitter le club au plus tôt un an seulement après son retour en Normandie, il retrouve l’Espagne et le club de Getafe le transfert avoisine les 2M d’Euros avec 2 ans de contrat.

### Exil en Turquie
A l’été 2020 et à 32 ans il s’engage direction la Turquie à Sivasspor

### Carrière en sélection

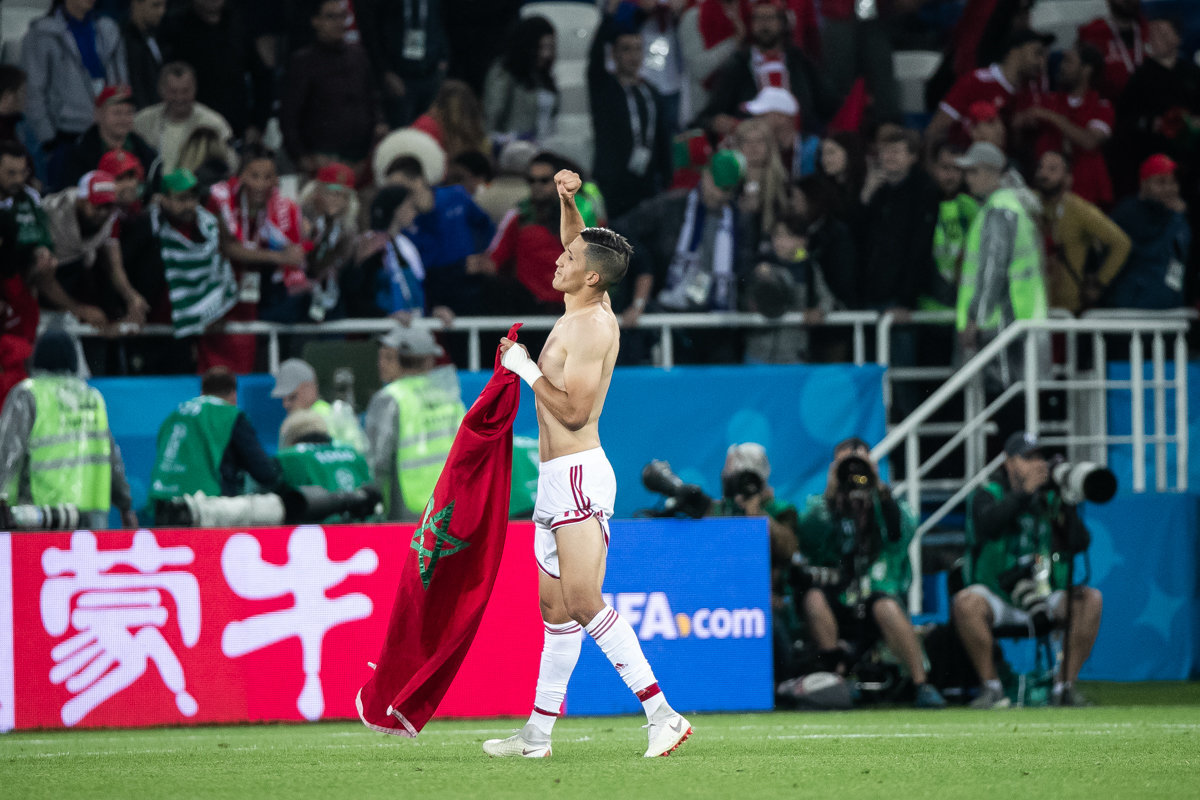
Fajr lors de l'élimination du Maroc en Coupe du monde 2018.

En novembre 2015, Fayçal Fajr est convoqué pour la première fois par Badou Zaki en sélection chez les Lions de l'Atlas pour prendre part au match face à la Guinée équatoriale le 15 novembre 2015 dans le cadre des qualifications pour la Coupe du monde 2018. Le match se soldera sur une défaite de 0-1 et Fajr ne reverra plus ses nouveaux coéquipiers marocains jusqu'en début 2016 où le Maroc se dote d'un nouveau sélectionneur, Hervé Renard qui fera alors appel à Faycal Fajr pour tous les matchs amicaux et officiels du Maroc. Les deux hommes entretiennent une très bonne relation et Fajr figure quotidiennement dans les listes de convocations de l'entraîneur français.
Le 20 novembre 2018, après une victoire d'un à zéro face à la Tunisie, il est impliqué dans une bagarre générale dans les vestiaires de Radès.

### Vie privée
Marié, Fayçal Fajr a vécu en Espagne pendant 4 ans pendant qu’il jouait en Liga BBVA. 1 an seulement après être revenu en Normandie et en France il décide de retourner en Espagne. Le joueur parle plusieurs langues telles que le français, l'arabe, le tamazight et l'espagnol.

## Statistiques
| Saison                | Club                     | Championnat           | Championnat | Championnat | Championnat | Coupe nationale | Coupe nationale | Coupe nationale | Coupe de la Ligue | Coupe de la Ligue | Coupe de la Ligue | Total | Total | Total |
| Saison                | Club                     | Division              | M.          | B.          | P.d.        | M.              | B.              | P.d.            | M.                | B.                | P.d.              | M.    | B.    | P.d.  |
| 2008-2009             | EFC Fréjus Saint-Raphaël | CFA                   | 29          | 4           | -           | -               | -               | -               | -                 | -                 | -                 | 29    | 4     | 0     |
| 2009-2010             | EFC Fréjus Saint-Raphaël | National 1            | 30          | 1           | -           | 2               | 1               | -               | -                 | -                 | -                 | 32    | 2     | 0     |
| 2010-2011             | EFC Fréjus Saint-Raphaël | National 1            | 32          | 7           | -           | 1               | 0               | 0               | 1                 | 0                 | -                 | 34    | 7     | 0     |
| Sous-total            | Sous-total               | Sous-total            | 91          | 12          | -           | 3               | 1               | 0               | 1                 | 0                 | 0                 | 95    | 13    | 0     |
| 2011-2012             | SM Caen                  | Ligue 1               | 13          | 0           | 0           | 1               | 1               | 0               | 3                 | 1                 | 0                 | 17    | 2     | 0     |
| 2012-2013             | SM Caen                  | Ligue 2               | 30          | 3           | 7           | 1               | 2               | 0               | 3                 | 0                 | 0                 | 34    | 5     | 7     |
| 2013-2014             | SM Caen                  | Ligue 2               | 35          | 8           | 15          | 4               | 2               | 0               | 1                 | 0                 | 0                 | 40    | 10    | 15    |
| Sous-total            | Sous-total               | Sous-total            | 78          | 11          | 22          | 6               | 5               | 0               | 7                 | 1                 | 0                 | 91    | 17    | 22    |
| 2014-2015             | Elche CF                 | Liga                  | 34          | 1           | 5           | 4               | 0               | 0               | -                 | -                 | -                 | 38    | 1     | 5     |
| 2015-2016             | Deportivo La Corogne     | Liga                  | 38          | 5           | 4           | 3               | 0               | 1               | -                 | -                 | -                 | 41    | 5     | 5     |
| 2016-2017             | Deportivo La Corogne     | Liga                  | 25          | 0           | 2           | 1               | 0               | 1               | -                 | -                 | -                 | 26    | 0     | 3     |
| 2017-2018             | Getafe CF                | Liga                  | 31          | 1           | 4           | 1               | 0               | 1               | -                 | -                 | -                 | 32    | 1     | 5     |
| Sous-total            | Sous-total               | Sous-total            | 128         | 7           | 15          | 9               | 0               | 3               | -                 | -                 | -                 | 137   | 7     | 18    |
| 2018-2019             | SM Caen                  | Ligue 1               | 28          | 3           | 5           | 3               | 0               | 1               | 1                 | 0                 | 0                 | 32    | 3     | 6     |
| Sous-total            | Sous-total               | Sous-total            | 28          | 3           | 5           | 3               | 0               | 1               | 1                 | 0                 | 0                 | 32    | 3     | 6     |
| Total sur la carrière | Total sur la carrière    | Total sur la carrière | 325         | 33          | 42          | 21              | 6               | 4               | 8                 | 1                 | 0                 | 354   | 40    | 46    |

### Matchs internationaux
| Matchs internationaux de Fayçal Fajr | Matchs internationaux de Fayçal Fajr | Matchs internationaux de Fayçal Fajr                    | Matchs internationaux de Fayçal Fajr | Matchs internationaux de Fayçal Fajr | Matchs internationaux de Fayçal Fajr | Matchs internationaux de Fayçal Fajr     | Matchs internationaux de Fayçal Fajr |
| 0                                    | Date                                 | Lieu                                                    | Adversaire                           | Score                                | Résultats                            | Compétitions                             |                                      |
| ------------------------------------ | ------------------------------------ | ------------------------------------------------------- | ------------------------------------ | ------------------------------------ | ------------------------------------ | ---------------------------------------- | ------------------------------------ |
| 1                                    | 15 novembre 2015                     | Stade Nkoantoma, Bata, Guinée équatoriale               | Guinée équatoriale                   | —                                    | 1-0                                  | Éliminatoires Coupe du monde 2018        |                                      |
| 2                                    | 27 mai 2016                          | Stade Ibn Batouta, Tanger, Maroc                        | Congo                                | —                                    | 2-0                                  | Match amical                             |                                      |
| 3                                    | 3 juin 2016                          | Stade olympique de Radès, Radès, Tunisie                | Libye                                | —                                    | 1-1                                  | Qualifications à la Coupe d'Afrique 2017 |                                      |
| 4                                    | 31 août 2016                         | Stade Loro-Boriçi, Shkodër, Albanie                     | Albanie                              | —                                    | 0-0                                  | Match amical                             |                                      |
| 5                                    | 4 septembre 2016                     | Complexe sportif Moulay-Abdallah, Rabat, Maroc          | Sao Tomé-et-Principe                 | —                                    | 2-0                                  | Qualifications à la Coupe d'Afrique 2017 |                                      |
| 6                                    | 11 octobre 2016                      | Grand Stade de Marrakech, Marrakech, Maroc              | Canada                               | —                                    | 4-0                                  | Match amical                             |                                      |
| 7                                    | 15 novembre 2016                     | Grand Stade de Marrakech, Marrakech, Maroc              | Togo                                 | —                                    | 2-1                                  | Match amical                             |                                      |
| 8                                    | 9 janvier 2017                       | Stade Tahnoun bin Mohammed, Al-Aïn, Émirats arabes unis | Finlande                             | —                                    | 0-1                                  | Match amical                             |                                      |
| 9                                    | 16 janvier 2017                      | Stade d'Oyem, Oyem, Gabon                               | RD Congo                             | —                                    | 1-0                                  | Coupe d'Afrique 2017                     |                                      |
| 10                                   | 20 janvier 2017                      | Stade d'Oyem, Oyem, Gabon                               | Togo                                 | —                                    | 3-1                                  | Coupe d'Afrique 2017                     |                                      |
| 11                                   | 24 janvier 2017                      | Stade d'Oyem, Oyem, Gabon                               | Côte d'Ivoire                        | —                                    | 1-0                                  | Coupe d'Afrique 2017                     |                                      |
| 12                                   | 29 janvier 2017                      | Stade de Port-Gentil, Port-Gentil, Gabon                | Égypte                               | —                                    | 1-0                                  | Coupe d'Afrique 2017                     |                                      |
| 13                                   | 24 mars 2017                         | Grand Stade de Marrakech, Marrakech, Maroc              | Burkina Faso                         | 1-0                                  | 2-0                                  | Match amical                             |                                      |
| 14                                   | 28 mars 2017                         | Grand Stade de Marrakech, Marrakech, Maroc              | Tunisie                              | —                                    | 1-0                                  | Match amical                             |                                      |
| 15                                   | 31 mai 2017                          | Stade Adrar, Agadir, Maroc                              | Pays-Bas                             | —                                    | 1-2                                  | Match amical                             |                                      |
| 16                                   | 10 juin 2017                         | Stade Ahmadou-Ahidjo, Yaoundé, Cameroun                 | Cameroun                             | —                                    | 1-0                                  | Qualifications à la Coupe d'Afrique 2019 |                                      |
| 17                                   | 1er septembre 2017                   | Complexe sportif Moulay-Abdallah, Rabat, Maroc          | Mali                                 | 5-0                                  | 6-0                                  | Éliminatoires Coupe du monde 2018        |                                      |
| 18                                   | 5 septembre 2017                     | Stade du 26 Mars, Bamako, Mali                          | Mali                                 | —                                    | 0-0                                  | Éliminatoires Coupe du monde 2018        |                                      |
| 19                                   | 10 octobre 2017                      | Tissot Arena, Bienne, Suisse                            | Corée du Sud                         | —                                    | 3-1                                  | Match amical                             |                                      |
| 20                                   | 20 juin 2018                         | Stade Loujniki, Moscou, Russie                          | Portugal                             | —                                    | 0-1                                  | Coupe du monde 2018                      |                                      |
| 21                                   | 25 juin 2018                         | Baltika Arena, Kaliningrad, Russie                      | Espagne                              | —                                    | 2-2                                  | Coupe du monde 2018                      |                                      |

## Palmarès
Sivasspor
- Coupe de Turquie (1)
  - Vainqueur: 2022

 SM Caen
- Meilleur passeur de Ligue 2 en 2013-2014 (15 passes)